# 诺基亚N810
诺基亚 N810 Internet Tablet是诺基亚的一部移动互联网接入设备，于2007年10月17日在旧金山的Web 2.0大会上宣布。即便诺基亚主要和通讯产品相关，N810和他的前任，770和N800一样都不是电话，但它们允许用户通过Wifi热点浏览网络和通讯，也可以方便地使用蓝牙通过手机联网。它的主要硬件和软件都基于N800，同时也修改了许多特性。
N810的特点是使用了Maemo这个Linux发行版， 基于Maemo 4.0，包括MicroB浏览器(基于Mozilla和Gecko的移动浏览器但不包含XUL)，GPS导航程序，新的媒体播放器和更新的界面设计。

## 和N800的主要区别
N810和N800有着很多共同点，也都使用OS2008，但两者之间仍有显著区别
- 侧滑，带背光的键盘
- 放置在屏幕左侧的前置摄像头(替代了N800机身左侧可伸缩和旋转的前置摄像头)
- 环境光感应器
- 集成GPS[1]
- 原有的一内置一外置SDHC存储卡插槽给内置的2GB存储和外置的MiniSDHC插槽替代
- 阳光下也可清晰阅读的半透半反射显示屏（英语：Transflective liquid-crystal display）
- MicroUSB插槽，替代了MiniUSB
- 去掉了FM调谐器

## WiMAX 版
2008年4月1日，诺基亚宣布了带有WiMAX版本的N810，称为"N810 WiMAX Edition"。这个版本大部分性能参数都和原版的N810一致，此外包括了WiMAX，用于Sprint Xohm网络。另一个改变是机身颜色由浅灰变为黑色，且后盖上部分隆起以容纳WiMAX组件。
N810 WiMAX版本的制造于2009年1月终止。

## Maemo
N810的内置程序包含基于Mozilla的MicroB浏览器，Flash 9，Gizmo以及Skype。
目前Firefox的移动版，Fennec也支持N810